# Szczyt grupy G8 2007
33. szczyt grupy G8 miał miejsce w Kempinski Grand Hotel w Heiligendamm w starym Księstwie Meklemburgii w północnych Niemczech, land Meklemburgia-Pomorze Przednie na wybrzeżu Morza Bałtyckiego w dniach od 6 do 8 czerwca 2007.

## Przywódcy na szczycie
- Kanada
  - Premier Stephen Harper
- Francja
  - Prezydent Nicolas Sarkozy
- Niemcy
  - Kanclerz Angela Merkel
- Włochy
  - Premier Romano Prodi
- Japonia
  - Premier Shinzō Abe
- Rosja
  - Prezydent Władimir Putin
- Wielka Brytania
  - Premier Tony Blair
- Stany Zjednoczone
  - Prezydent George W. Bush
- Unia Europejska

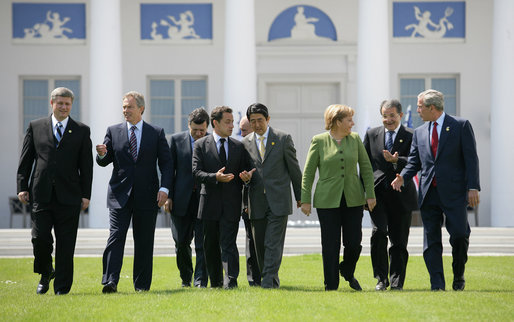
Liderzy 33. szczytu G8 w Heiligendamm, Niemcy.

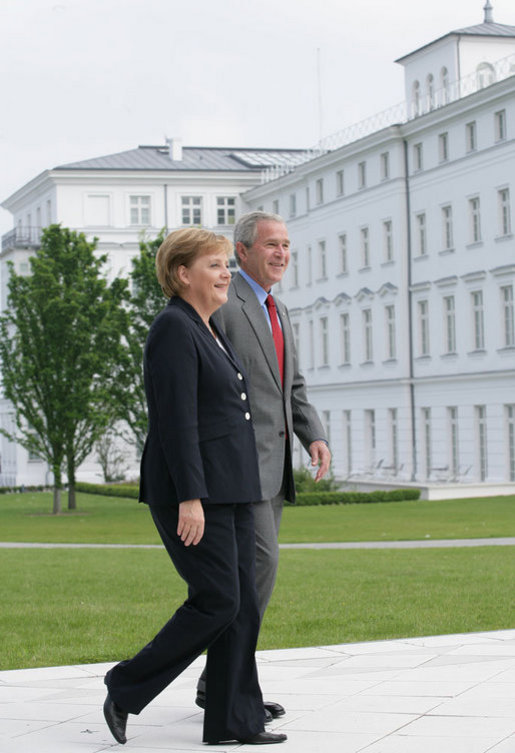
Prezydent USA George W. Bush oraz kanclerz Niemiec Angela Merkel w czasie szczytu.

  - Przewodniczący Komisji Europejskiej José Manuel Durão Barroso

### PrzedstawicieleG8+5
- Brazylia
  - Prezydent Luiz Inácio Lula da Silva
- Indie
  - Premier Manmohan Singh
- Meksyk
  - Prezydent Felipe Calderón
- Chiny
  - Przewodniczący ChRL Hu Jintao
- Południowa Afryka
  - Prezydent Thabo Mbeki

## Miejsce

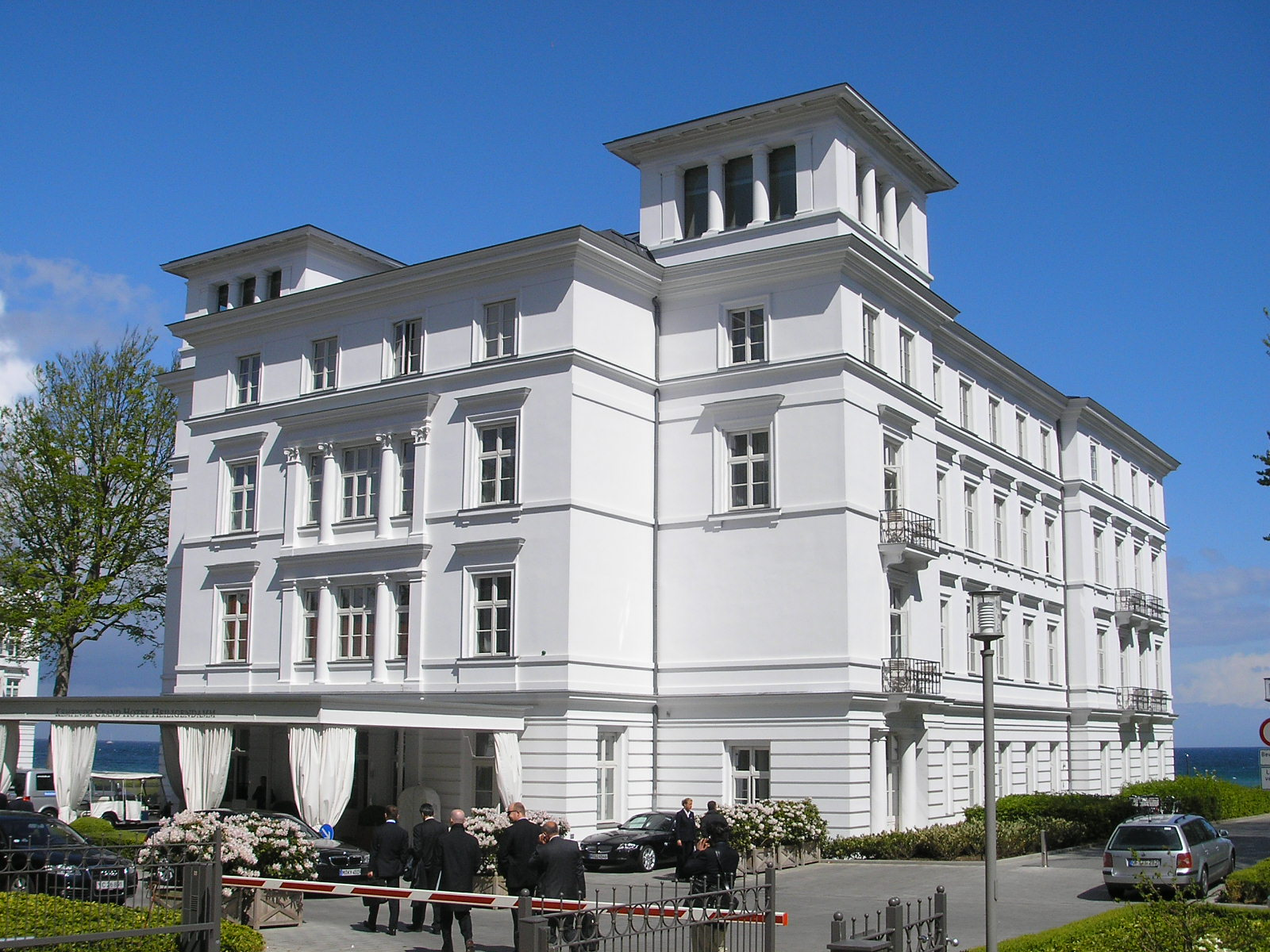
Kempinski Grand Hotel Heiligendamm

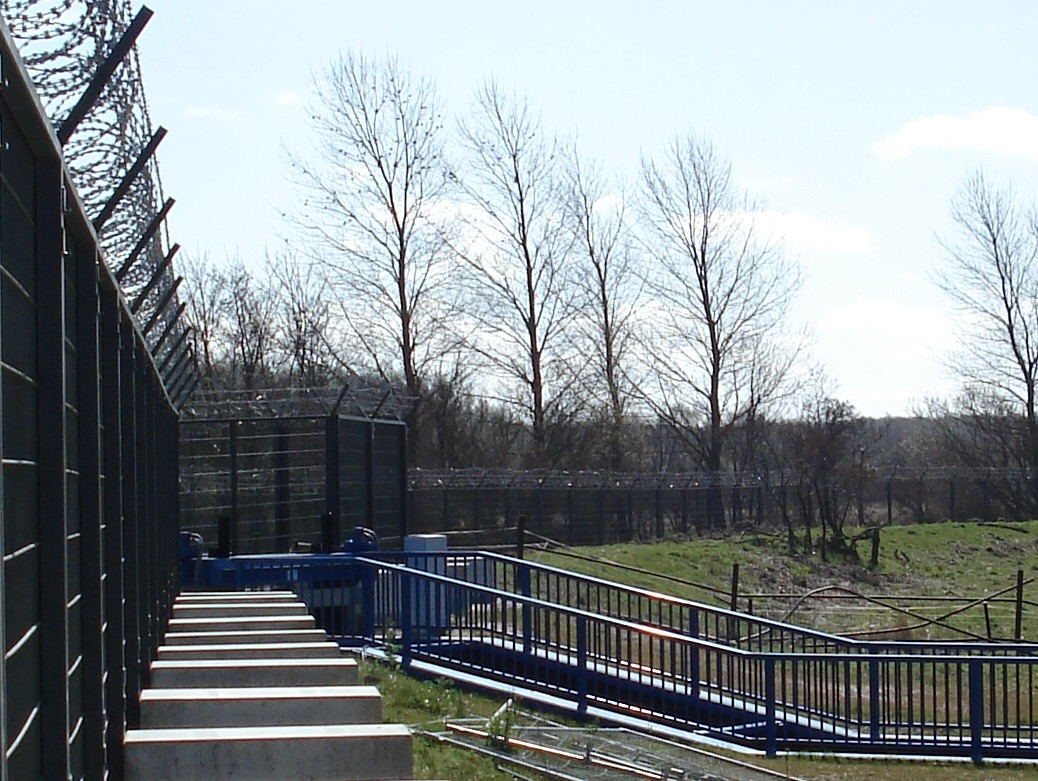
Ogrodzenie ochronne w Heiligendamm

Heiligendamm jest najstarszym ośrodkiem wypoczynkowym położonym na wybrzeżu Morza Bałtyckiego w Niemczech, założonym w 1793 roku jako nadmorskie miejsce spotkań wysokich rangą znajomych i przyjaciół Fryderyka Franciszka III Mecklenburga-Schwerinu. Miejscowość została wybrana jako miejsce szczytu G8 z powodu swojego odizolowanego położenia, którego nie są w stanie zakłócić protesty antyglobalistów. Miejsce spotkań zostało oddzielone od reszty miasta barierką ochronną o długości 12 kilometrów, której koszty szacuje się na 12,4 mln euro.
Heiligendamm, znane jako "białe miasto nad morzem", było również wykorzystywane przez rosyjską rodzinę carską, która była spokrewniona z książętami meklemburskimi. Z powodu szczytu G8, była letnia rezydencja rodziny carskiej została zburzona, by udostępnić teren, na którym umiejscowiono centrum medialne na potrzeby spotkania światowych przywódców.

## Wyniki szczytu

### Globalne ocieplenie
W niewiążącym dokumencie określanym “communiqué” przedstawionym w czwartek 7 czerwca, przedstawiciele krajów należących do G8 ogłosili, że ich celem jest redukcja o połowę emisji dwutlenku węgla, jednego z gazów wywołujących efekt cieplarniany, do roku 2050. Szczegóły umożliwiające osiągnięcie tego celu będą negocjowane przez ministrów środowiska w ramach obowiązującej Ramowej konwencji Narodów Zjednoczonych w sprawie zmian klimatu, w procesie, w którym brać udział będą także główne gospodarki wschodzące. Grupy krajów będą mogły podpisywać dodatkowe umowy dotyczące celów poza i równolegle do procesu pod auspicjami Narodów Zjednoczonych.
G8 ogłosił także swoją chęć, aby wykorzystać przychody z aukcji praw do emisji i innych narzędzi finansowych dla wsparcia łagodzenia skutków globalnego ocieplenia w krajach rozwijających się.
Dojście do porozumienia zostało przyjęte przez brytyjskiego premiera Tony’ego Blaira jako „wielki, wielki krok naprzód”. Francuski prezydent Nicolas Sarkozy preferował przyjęcie podczas Szczytu wiążącego poziomu redukcji emisji, co zostało zablokowane przez prezydenta Stanów Zjednoczonych George’a W. Busha do czasu, gdy inne główne kraje emitujące dwutlenek węgla, takie, jak Indie i Chiny, nie podejmą podobnych zobowiązań.

### System obrony antyrakietowej
Przed szczytem prezydent Stanów Zjednoczonych George W. Bush podjął próbę złagodzenia obaw Rosji dotyczących amerykańskich planów budowy systemu tarczy antyrakietowej w Polsce i Czechach, wskazując na możliwość zaproszenia Rosji do udziału w projekcie. Podczas Szczytu, rosyjski prezydent Władimir Putin odniósł się do tej propozycji poprzez wskazanie, że radar proponowanego systemu obrony antyrakietowej może zostać umieszczony w Azerbejdżanie. Bush w odpowiedzi określił pomysł Putina, jako "interesujący".

### Instytucjonalizacja G8+5
Kanclerz Angela Merkel ogłosiła rozpoczęcie "Procesu z Heiligendamm", którego efektem ma być pełna instytucjonalizacja stałego dialogu pomiędzy krajami G8 i pięcioma największymi gospodarkami wschodzącymi.
Ten proces kończy debatę na temat powiększenia G8 w hipotetyczną G9, G11 lub nawet większą grupę, ponieważ Merkel zadeklarowała, że "celem jest włączenie tych wszystkich krajów w jedną grupę, która będzie nazywana G8+5".

## Protesty i akcje
Podczas 33. Szczytu G8, policja niemiecka spodziewała się około 100 tysięcy protestujących ze wszystkich stron Niemiec oraz z innych krajów. Przygotowania wywoływały zdenerwowanie po obu stronach: 16 tysięcy policjantów zostało przygotowanych do ochrony głów państw i rządów, 12-kilometrowy stalowy płot został postawiony wokół Heiligendamm za cenę 12,4 miliona euro, a organizacja ATTAC wynajęła trzy pociągi dla umożliwienia niezadowolonym obywatelom z całych Niemiec i innych krajów przyjazd na manifestacje przeciwko G8, określaną jako największą z dotychczasowych. Do Heiligendamm przyjechały także autobusy z całej Europy organizowane przez różne organizacje i partie polityczne, m.in. z Polski.
W sumie, ponad 6 000 antyglobalistów demonstrowało przeciwko nadchodzącemu szczytowi w nocy z 9 na 10 maja w kilku niemieckich miastach. Zamieszki zostały sprowokowane przez służby policyjne, które profilaktycznie rozpoczęły rewizje w mieszkaniach antyglobalistów 9 maja 2007 roku w sześciu landach niemieckich. Razem, dokonano kilkudziesięciu przeszukań, których dokonało blisko 900 funkcjonariuszy. W demonstracji w Berlinie uczestniczyło ponad 3 000 osób. Do protestów doszło również w innych niemieckich miastach: Kolonii, Hanowerze oraz Lipsku. Jedynie w Hamburgu doszło do przepychanek z policją.
2 czerwca 2007 roku doszło do najkrwawszych starć antyglobalistów z międzynarodowego ruchu społecznego ATTAC z policją niemiecką. Blisko 1000 osób zostało rannych w czasie zamieszek w niemieckim mieście Rostock na północy kraju (520 antyglobalistów, około 20 wymagało hospitalizacji oraz 433 policjantów, z czego 30 odniosło ciężkie obrażenia). Zatrzymanych zostało 125 uczestników demonstracji, wśród nich 16 osób było obcokrajowcami, a jedna osoba pochodziła z Polski. Początkowo manifestacja przebiegała pokojowo, do czasu kiedy grupa anarchistów zaatakowała policyjny radiowóz, demolując go. Protestanci obrzucili funkcjonariuszy petardami i kamieniami. Podpalonych zostało kilkadziesiąt samochodów, z których anarchiści utworzyli barykady.
W trakcie trwania szczytu, działacze Greenpeace starali się dostarczyć petycję wzywającą do podjęcia kroków w sprawie ochrony klimatu, jednak zarówno drogi lądowe, jak i morskie, zostały zablokowane przez siły porządkowe. Do kurortu Heiligendamm wpłynęło jednak kilka łódek i pontonów, na co szybko zareagowała policja niemiecka. Aresztowanych zostało 21 osób.